# Polystichum kingii
Polystichum kingii là một loài dương xỉ trong họ Dryopteridaceae. Loài này được Watts mô tả khoa học đầu tiên năm 1912.
Danh pháp khoa học của loài này chưa được làm sáng tỏ. 